# Jindřichova skála
Přírodní památka Jindřichova skála byla vyhlášena v roce 2019 a nachází se zhruba 1 km jihovýchodně od vesnice Malá Víska v okrese Beroun. Geomorfologicky náleží Brdské vrchovině. Chráněné území je ve správě AOPK ČR - Regionálního pracoviště Střední Čechy.

## Předmět ochrany
Předmětem ochrany jsou silikátové sutě, skály a skalnaté výchozy slepenců s typickými geomorfologickými důsledky mrazového zvětrávání v minulosti a na ně vázané ekosystémy, kterými jsou štěrbinová vegetace silikátových skal a drolin a boreokontinentální lesy.